# Alloscirtetica eophila
Alloscirtetica eophila är en biart som först beskrevs av Cockerell 1918.  Alloscirtetica eophila ingår i släktet Alloscirtetica och familjen långtungebin. Inga underarter finns listade i Catalogue of Life.